# María la Baja

Localização do município de María La Baja no departamento de Bolívar

María la Baja é um município da Colômbia no departamento de Bolívar.